# پیشرانه اثر هال

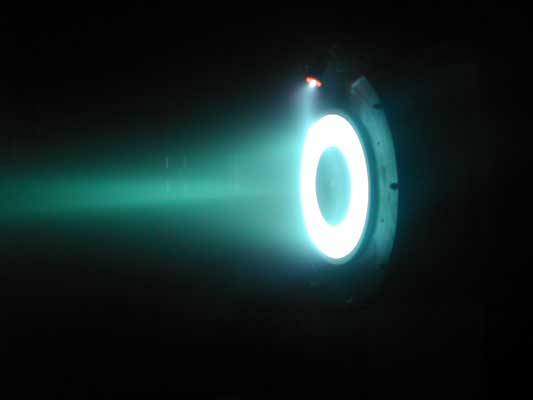
یک پیشرانه هال ۲ کیلووات در حال عملکرد، به عنوان بخشی از آزمایش پیشرانه هال در آزمایشگاه فیزیک پلاسما پرینستون

در پیشرانش فضایی، پیشرانهٔ اثر هال (به انگلیسی: Hall-effect thruster یا HET)، نوعی از پیشرانهٔ یونی است که در آن سوخت موشک توسط یک میدان الکتریکی شتاب داده می‌شود. پیشرانهٔ اثر هال، الکترونها را در یک میدان مغناطیسی به دام می‌اندازد و سپس از الکترون‌ها برای یونش سوخت موشک استفاده می‌کند و به‌طور مؤثر یون‌ها را برای تولید پیش‌رانش شتاب می‌دهد، سپس یون‌ها را در تنوره(plume) خنثی می‌کند. گاهی اوقات از پیشرانه‌های اثر هال (بر اساس کشف ادوین هال) با نام پیشرانهٔ هال یا پیشرانهٔ جریان هال نام برده می‌شود. پیشرانه‌های هال اغلب به یک عنوان تکنولوژی پیشرانش فضایی با ضربهٔ معین متوسط(۱۶۰۰ ثانیه) در نظر گرفته می‌شوند. پیشرانهٔ اثر هال از سال ۱۹۶۰ به‌طور مؤثر مورد آزمایش‌های تئوری و عملی قرار گرفته است.

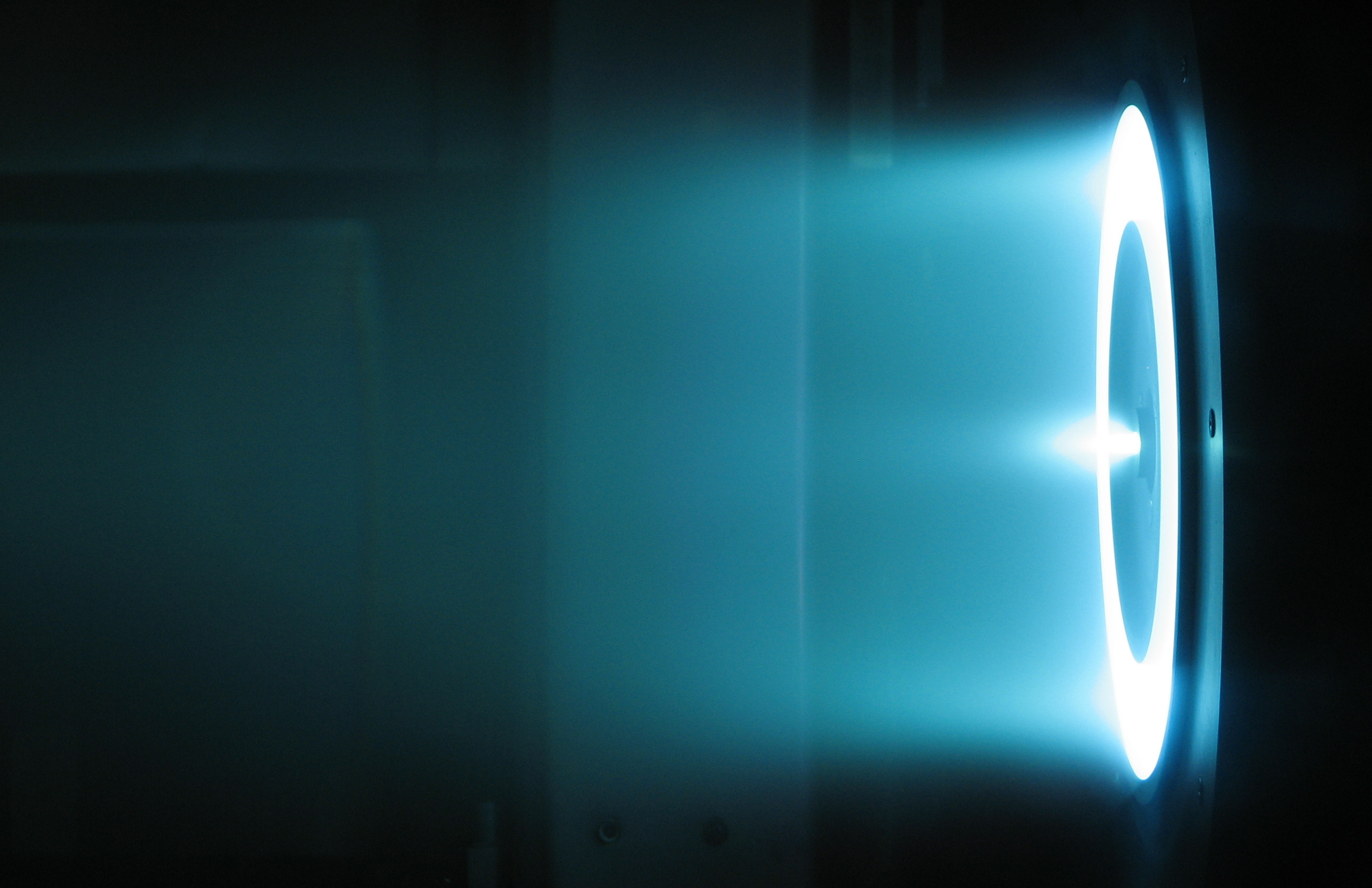
یک پیشرانه هال ۶ کیلووات در حال عملکرد در آزمایشگاه پیش‌رانش جت ناسا

پیشرانه‌های هال بر گسترهٔ وسیعی از سوخت‌های موشک عمل می‌کنند که رایج‌ترین آن زنون است. سوخت‌های مورد توجه دیگر شامل کریپتون، آرگون، بیسموت، ید، منیزیم و روی هستند.
کاربردهای پیشرانه‌های اثر هال شامل کنترل جهت‌گیری و موقعیت ماهواره‌های در مدار است و به عنوان موتور پیشرانش در وسایل نقلیهٔ فضایی رباتیک با اندازهٔ متوسط استفاده می‌شوند.